# 배치 파일
MS-DOS, OS/2, 윈도우에서 쓰이는 배치 파일(batch file)은 명령 인터프리터에 의해 실행되게끔 고안된 명령어들이 나열되어 있는 텍스트 파일이다. 배치 파일이 실행될 때, COMMAND.COM 또는 cmd.exe와 같은 셸 프로그램이 파일을 읽어 명령어를 줄 단위로 실행한다. 배치 파일은 보통 실행 파일을 자동으로, 연속적으로 실행할 때 유용하며 시스템 관리자가 따분한 일들을 자동화하기 위해 자주 사용한다.
유닉스 계열 운영체제에서 배치 파일은 셸 스크립트와 닮아 있지만, 구문과 명령어가 제한이 되어 있기 때문에 일반 목적의 프로그래밍에 적합하지 않다. 이러한 제한을 해결하려면 DOS 시절의 경우 노턴 유틸리티나 이후에 나온 셸 4DOS와 같은 넓은 용도의 "강화" 명령어를 사용하면 된다.

## 파일 확장자
도스에서는 배치 파일의 확장자로 .BAT를, 윈도우 NT와 OS/2에서는 .CMD를, 4DOS에서는 BTM을 도입하였다.
- .bat: 마이크로소프트가 배치 파일에 사용한 최초의 파일 확장자. 이 확장자는 MS-DOS와 모든 버전의 윈도우에서 COMMAND.COM 또는 cmd.exe를 통해 실행된다.
- .cmd: 윈도우 NT 계열에서 배치 파일에 사용되며 해석을 위해 cmd.exe로 내보낸다. COMMAND.COM은 이 파일 확장자를 식별하지 못한다.
- .btm: 4DOS와 4NT에 쓰이는 확장자이다 4DOS와 NT에서 실행되는 스크립트들은 특히 더 긴 이름을 사용할 때 속도가 더 빠른데, 실행을 위해 스크립트를 줄 단위로 실행하지 않고 스크립트를 완전히 불러들인 상태에서 진행하기 때문이다.[1]

## 예제
단순한 배치 파일의 예제는 다음과 같다: (rem은 주석 처리를 말함)
```
 
rem 알림:echo off는 [[표준 출력]]에 각 명령을 출력하지 않게 하는 명령어이다.

 
@
echo
 off
 
rem 알림:echo.는 빈 줄을 하나 출력한다.

 
echo
.
 
echo
 [[Hello World]], AProgram.exe를 실행하려면 아무 키나 누르십시오!
 
pause
 
>
 nul
 
rem 알림: 배치 파일에 대한 첫 [[매개변수]]는 "%1"로 지정하면 된다.

 AProgram.exe 
%1

 
if
 
errorlevel
 
1
 
goto
 
error

 
echo
.
 
echo
 AProgram이 끝났습니다.
 
goto
 
end

 
:
error

 
echo
.
 
echo
 AProgram에 무언가가 잘못된 것 같습니다.
 
:
end

```

## 명령 프롬프트 위치
윈도우 비스타 이후부터는 명령 프롬프트가 사용자 계정 컨트롤(UAC)이 켜져있는 상태에서는 특정위치를 가리키게 되어있으므로, 실행할 파일의 절대경로를 참조하거나, CD /D "%~DP0"나 PUSHD "%~DP0" 명령어를 사용해야하는 일이 발생할 수 있다.

## 같이 보기
- VB스크립트
- 윈도우 파워셸
- 도스 명령어 목록